# Tatiana Sorokko
Tatiana Sorokko  (Russisch: Татьяна Сорокко) (Arzamas-16, 26 december 1971) is een Amerikaans topmodel van Russische afkomst, modejournalist en verzamelaar van haute couture.

## Jeugd
Tatiana Sorokko bracht haar jeugd door in Arzamas-16, een uiterst geheime locatie voor nucleair onderzoek in de Sovjet-Unie. In 1989 studeerde ze aan het Moskouse Instituut voor Natuurkunde en Technologie.

## Carrière
Tatiana Sorokko verhuisde op achttienjarige leeftijd naar Parijs, nadat ze op de omslag van vele tijdschriften had gestaan, waaronder Vogue, W, Elle, Harper's Bazaar, Glamour en Cosmopolitan. Ze liep voor Givenchy, Chanel, Lanvin, Yves Saint Laurent, Christian Lacroix, Gianfranco Ferré, Jean Paul Gaultier, Alexander McQueen, Yohji Yamamoto, Armani, Fendi, Gianni Versace, Roberto Cavalli, Prada, Calvin Klein, Vivienne Westwood, Marc Jacobs, Bill Blass, Ralph Lauren, Óscar de la Renta, Donna Karan en andere modeontwerpers en toonaangevende merken.
Tatiana Sorokko verhuisde naar Californië in 1992. Ze verscheen met Brad Pitt in Los Angeles in een reclamefilm voor Acura Integra en kort in de film Prêt-à-Porter van Robert Altman.
In januari 2005 werd ze redacteur voor het Amerikaanse tijdschrift Harper's Bazaar.

## Privéleven
Tatiana Sorokko trouwde in 1992 met Serge Sorokko, een kunsthandelaar, kunstverzamelaar en eigenaar van kunstgalerijen in San Francisco, New York en Beverly Hills. Ze heeft een stiefdochter.